# Свириденко Олександр Олександрович
Свириденко Олександр Олександрович (народився 09 квітня 2004 року
) — майстер спорту України міжнародного класу, чемпіон України, Європи та світу.

## Біографія
Спортивне звання Майстра спорту України міжнародного класу присвоєно наказом Міністерства молоді та спорту України від 12 січня 2022 р. № 96. Виконав норматив на Чемпіонаті світу з гирьового спорту, що проходив у Будапешті 22 — 24 жовтня 2021 року, набравши у сумі двоборства 162,5 очки. Згідно з додатком 26 наказу Міністерства молоді та спорту України від 24.04.2014 № 1305 норматив становить 151 очко у сумі двоборства для чоловіків ваговової категорії 63 кг. Спортивне звання Майстер спорту України присвоєно 11.11.2020 наказ Міністерства молоді та спорту України №2543, Виконаний норматив на чемпіонаті України 2020 р.
Олександр виступає за фізкультурно-спортивне товариство "Колос" [Архівовано 9 листопада 2021 у Wayback Machine.] та Міністерство освіти і науки України. Член Відокремленого підрозділу Всеукраїнської громадської організації "Союз гирьового спорту України [Архівовано 6 жовтня 2021 у Wayback Machine.]" у Полтавській області. Студент факультету фізичної культури та спорту Національного університету "Полтавська політехніка імені Юрія Кондратюка"

## Виступи на міжнародних змаганнях[4][5][6]

### Чемпіонат світу з гирьового спорту
| Вага гирі, кг                           | Вагова категорія | Вікова група | Місце і результат | Місце і результат | Місце і результат | Місце і результат | Місце і результат | Місце і результат | Місце і результат     | Відео |
| Вага гирі, кг                           | Вагова категорія | Вікова група | Поштовх           | Ривок             | Двоборство        | Довгий цикл       | Триборство        | Естафета поштовх  | Естафета, довгий цикл | Відео |
| --------------------------------------- | ---------------- | ------------ | ----------------- | ----------------- | ----------------- | ----------------- | ----------------- | ----------------- | --------------------- | --- |
| 2024, Корфу, Греція, 10 - 13 жовтня     |                  |              |                   |                   |                   |                   |                   |                   |                       | |
| 32                                      | 68               | U-23         |                   |                   |                   |                   |                   |                   | 1                     | Поштовх Ривок |
| 32                                      | 68               | Adults       | 100               | 147               | 174               | 69                | 554               |                   |                       | Поштовх довгим циклом |
| 2023, Резекне, Латвія, 07 - 10 грудня   |                  |              |                   |                   |                   |                   |                   |                   |                       | |
| 32                                      | 68               | Adults       | 91                | 144               |                   | 55                | 490               |                   |                       | Поштовх 3 поміст; Ривок 2 поміст; Довгий цикл 2 поміст                                                                                            |
| 2022 27 жовтня - 1 листопада            |                  |              |                   |                   |                   |                   |                   |                   |                       | |
| 24                                      | 63               | U-18         | 129               | 228               | 243               |                   |                   |                   |                       | |
| 2021 Будапешт, Угорщина, 21 - 25 жовтня |                  |              |                   |                   |                   |                   |                   |                   |                       | |
| 32                                      | 63               | U-22         | 90                | 145               | 162,5             |                   |                   |                   |                       | Поштовх 2:51:00, 2 поміст |
| 2021 Гарлява, Литва, 2 - 5 липня        |                  |              |                   |                   |                   |                   |                   |                   |                       | |
| 24                                      | 63               | U-18         | 132               | 214               | 239,0             | 87                |                   | 57                |                       | Поштовх 1:40:58, 3 поміст; Ривок 5:04:35, 3 поміст; Нагородження; Естафета поштовх 6:51:34, 4 поміст; Естафета нагородження; Довгий цикл 2 поміст |

### Чемпіонат Європи з гирьового спорту
| Вага гирі, кг                           | Вагова категорія | Вікова група | Місце і результат | Місце і результат | Місце і результат | Місце і результат | Місце і результат | Місце і результат    | Місце і результат | Відео |
| Вага гирі, кг                           | Вагова категорія | Вікова група | Поштовх           | Ривок             | Двоборство        | Довгий цикл       | Триборство        | Естафета довгий цикл | Естафета поштовх  | Відео |
| --------------------------------------- | ---------------- | ------------ | ----------------- | ----------------- | ----------------- | ----------------- | ----------------- | -------------------- | ----------------- | ----- |
| 18 - 20 квітня 2024, Париж, Франція     |                  |              |                   |                   |                   |                   |                   |                      |                   |       |
| 32                                      | 68               | U-23         |                   |                   |                   |                   |                   | 26                   | 38                |       |
| 32                                      | 68               | Adults       | 80                | 141               | 150,5             | 56                | 469               |                      |                   |       |
| Нафпліон, Греція, 21-23 квітня 2023     |                  |              |                   |                   |                   |                   |                   |                      |                   |       |
| 32                                      | 68               | U-23         | 103               | 163               |                   | 60                |                   |                      | 29                |       |
| 28 червня - 1 липня 2019 Париж, Франція |                  |              |                   |                   |                   |                   |                   |                      |                   |       |
| 16                                      | 58               | U-16         |                   |                   | 272,5             | 111               |                   |                      |                   |       |
| 29 червня - 2 липня 2018 Гарлява, Литва |                  |              |                   |                   |                   |                   |                   |                      |                   |       |
| 16                                      | 63               | U-16         | 124               | 200               | 224,0             |                   |                   |                      |                   |       |

## Виступи на національних змаганнях

### Чемпіонат України з гирьового спорту[7]
| Вага гирі, кг                                    | Вагова категорія | Вікова група | Місце і результат | Місце і результат | Місце і результат | Місце і результат | Місце і результат | Місце і результат    | Місце і результат | Місце і результат | Відео                        |
| Вага гирі, кг                                    | Вагова категорія | Вікова група | Поштовх           | Ривок             | Двоборство        | Довгий цикл       | Триборство        | Естафета довгий цикл | Естафета поштовх  | Р-12              | Відео                        |
| ------------------------------------------------ | ---------------- | ------------ | ----------------- | ----------------- | ----------------- | ----------------- | ----------------- | -------------------- | ----------------- | ----------------- | ---------------------------- |
| ЧУ 06 - 10 березня 2024, Київ, НУБіП             |                  |              |                   |                   |                   |                   |                   |                      |                   |                   |                              |
| 32                                               | 68               | U-22         | 1                 | 1                 | 1                 | 64                | 1                 | 1                    | 1                 | 1                 | 07.03.2024 1:31:30, 2 поміст |
| 32                                               | 68               | Чоловіки     | 2                 | 1                 | 1                 | 64                | 1                 |                      |                   | 1                 | 10.03.2024 2:28:00 4 поміст  |
| ЧУ 02-05.09.2021, Київ, Палац Спорту             |                  |              |                   |                   |                   |                   |                   |                      |                   |                   |                              |
| 32                                               | 63               | U-22         |                   |                   |                   |                   |                   |                      | 33                |                   | 37:35 1 поміст               |
| 32                                               | 63               | Чоловіки     | 90                | 134               | 157               | 51                |                   |                      |                   |                   | 37:35 1 поміст               |
| ЧУ 20-23.05.2021 Полтава, Полтавська політехніка |                  |              |                   |                   |                   |                   |                   |                      |                   |                   |                              |
| 24                                               | 63               | U-18         |                   |                   | 1                 | 1                 |                   |                      | 1                 | 1                 |                              |
| ЧУ 25-28.03.2021 Київ, Палац Спорту              |                  |              |                   |                   |                   |                   |                   |                      |                   |                   |                              |
| 32                                               | 63               | U-22         |                   |                   | 1                 |                   |                   |                      | 1                 | 2                 |                              |
| ЧУ 23-27.09.2020 Київ, Палац Спорту              |                  |              |                   |                   |                   |                   |                   |                      |                   |                   |                              |
| 24                                               | 63               | U-18         |                   |                   |                   |                   |                   |                      | 54                |                   |                              |
| 32                                               | 63               | U-22         |                   |                   | 121, МС           |                   |                   |                      |                   |                   |                              |
|                                                  |                  |              |                   |                   |                   |                   |                   |                      |                   |                   |                              |

Зміни до регламенту ЧУ 06 - 10 березня 2024, Київ, НУБіП [Архівовано 12 грудня 2021 у Wayback Machine.]
Зміни регламент молодь ЧУ 02 - 05 вересня 2021 року, Київ, Палац Спорту [Архівовано 12 грудня 2021 у Wayback Machine.]

### Всеукраїнські змагання з гирьового спорту
| Дата та місце проведення | Вікова група, вагова гатегорія, вага гирь | Місце | Вправа | Результат | Відео    |
| --- | ----------------------------------------- | ----- | ------ | --------- | -------- |
| пам'яті Ю.О. Резнікова, 11 - 12.12.2021, [Архівовано 12 грудня 2021 у Wayback Machine.] Львів, Національна академія сухопутних [Архівовано 12 грудня 2021 у Wayback Machine.] військ ім. Гетьмана Петра Сагайдачного [Архівовано 12 грудня 2021 у Wayback Machine.] | Чоловіки, 63 кг, 24 кг                    | 1     | Ривок  | 235       | 4 поміст |

## Досягнення підопічних на міжнародних змаганнях
| Прізвище та ім'я | Вага гирі, кг | Вагова категорія | Рік народження | Вікова група | Місце і результат     |
| Прізвище та ім'я | Вага гирі, кг | Вагова категорія | Рік народження | Вікова група | Поштовх довгим циклом |
| ---------------- | ------------- | ---------------- | -------------- | ------------ | --------------------- |
| Севрук Марія     | 16            | 58               | 2007           | U-18         | 52                    |

| Прізвище та ім'я  | Вага гирі, кг | Вагова категорія | Рік народження | Вікова група | Місце і результат | Місце і результат | Місце і результат | Місце і результат |
| Прізвище та ім'я  | Вага гирі, кг | Вагова категорія | Рік народження | Вікова група | Поштовх           | Ривок             | Двоборство        | Р-12              |
| ----------------- | ------------- | ---------------- | -------------- | ------------ | ----------------- | ----------------- | ----------------- | ----------------- |
| Коломієць Валерій | 32            | 95               | 2007           | U-23         | 75                | 178               |                   |                   |
| Севрук Марія      | 16            | 58               | 2007           | U-18         | 51                |                   |                   | 215               |
| Лось Артем        | 16            | 68               | 2008           | U-16         | 170               | 238               | 289               |                   |

## ЗМІ
26.05.2024 Полтавська політехніка: Студенти університету вибороли золоті та срібні нагороди Чемпіонату України з гирьового спорту
21.04.2024 Полтавська політехніка: Спортсмени Політехніки вибороли першість Чемпіонату Європи з гирьового спорту
14.03.2024 Полтавська політехніка: Спортсмени політехніки стали срібними призерами Чемпіонату України з гирьового спорту серед студентів закладів вищої освіти
12.12.2023 PTV: Спортсмени з Полтавщини завоювали 36 нагород на Чемпіонаті світу з гирьового спорту
05.03.2023 PTV: Спортсмени з Полтавської області вибороли золоті та бронзові медалі на чемпіонаті України з гирьового спорту
24.04.2023 PTV: Полтавські спортсмени здобули 33 нагороди на Чемпіонаті Європи з гирьового спорту
26.04.2023 Полтавщина Спорт: Полтавські гирьовики здобули 33 медалі на Чемпіонаті Європи
13.12.2023 Полтавщина Спорт: Гирьовики з Полтавщини здобули 36 золотих медалей на Чемпіонаті Світу
10.10.2023 Полтавська політехніка: Спортсмени Полтавської політехніки стали золотими призерами Кубку України з гирьового спорту
19.02.2023 Полтавська політехніка: У політехніці відбулися змагання Відкритого чемпіонату Полтавської області з гирьового спорту
08.11.2022 Полтавська Політехніка: Троє спортсменів Політехнікуму стали призерами Чемпіонату та Кубку Європи з гирьового спорту
08.11.2022 PTV: Десять спортсменів Полтавської області здобули 11 призових місць на Кубку Європи з гирьового спорту
25.10.2022 Полтавщина Спорт: Гирьовики з Полтавщини здобули 16 медалей на турнірі «Переяславська осінь 2022»
27.10.2021 Полтавська ОДА: ПОЛТАВСЬКІ СПОРТСМЕНИ ЗАВОЮВАЛИ 6 СРІБНИХ ТА 9 БРОНЗОВИХ МЕДАЛЕЙ НА ЧЕМПІОНАТІ СВІТУ З ГИРЬОВОГО СПОРТУ СЕРЕД ДОРОСЛИХ
01.07.2019 Міністерство молоді та спорту України: Здобутки українських гирьовиків на континентальній першості та Кубку Європи у Франції
22.05.2019 Полтавщина Спорт: Гирьовики з Полтавщини вибороли 28 медалей на ЧУ серед юнаків та школярів
01.11.2018 Полтавщина Спорт: Гирьовики з Полтавщини завоювали 12 медалей на Відкритому чемпіонаті Дніпропетровщини

## Галерея

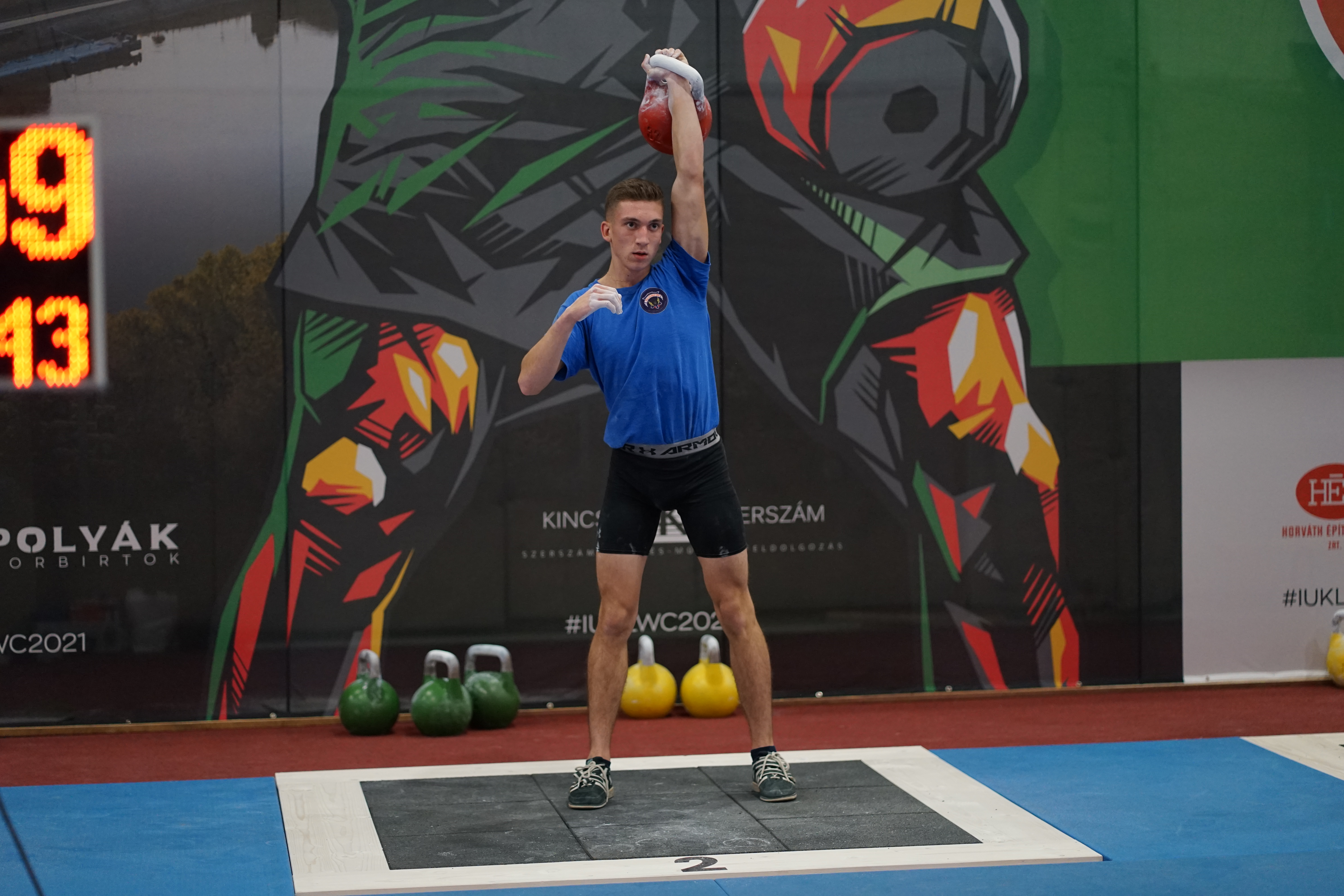
Чемпіонат світу з гирьового спорту 2021, Будапешт
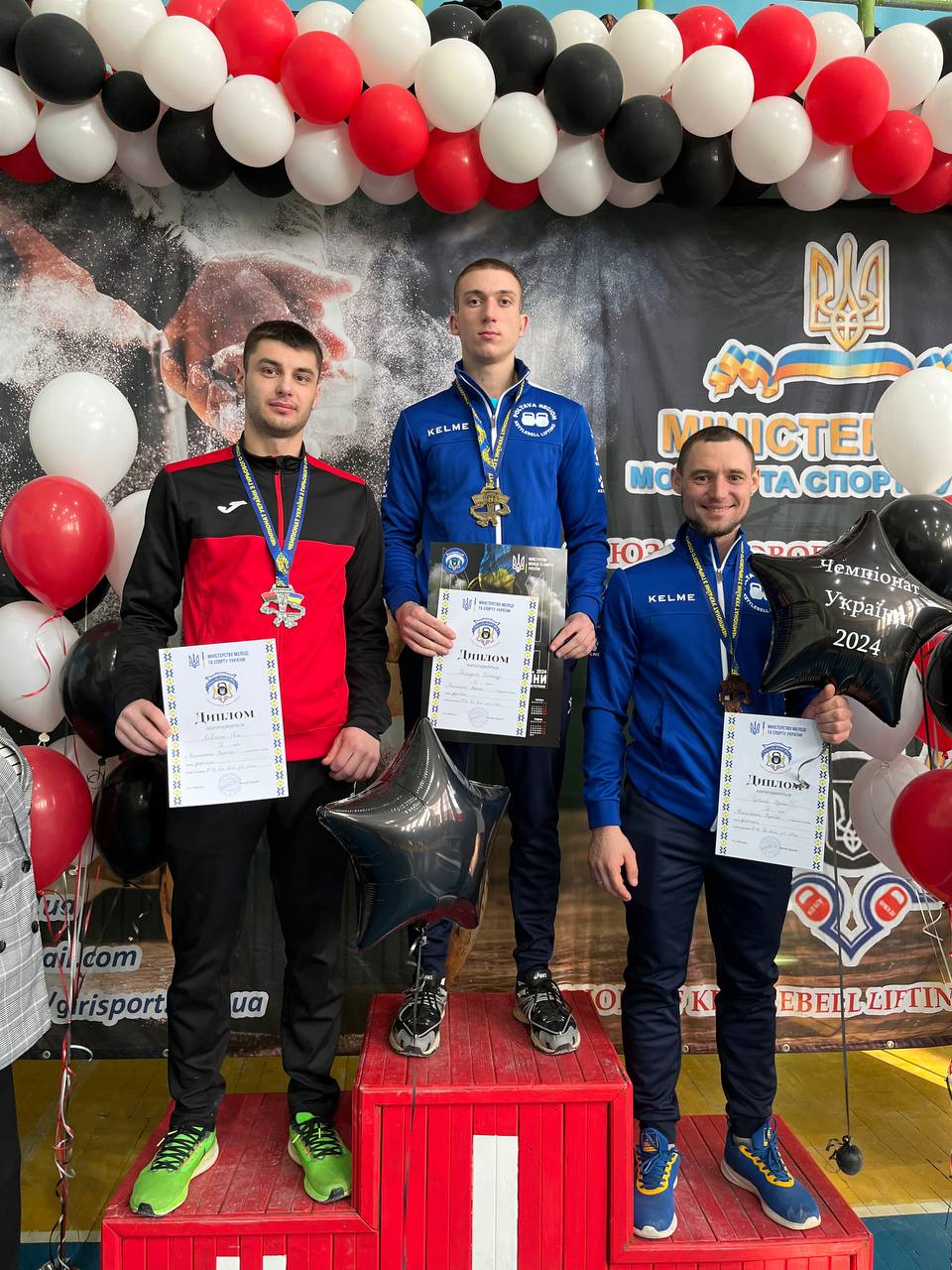
Чемпіонат України, 9 березня 2024
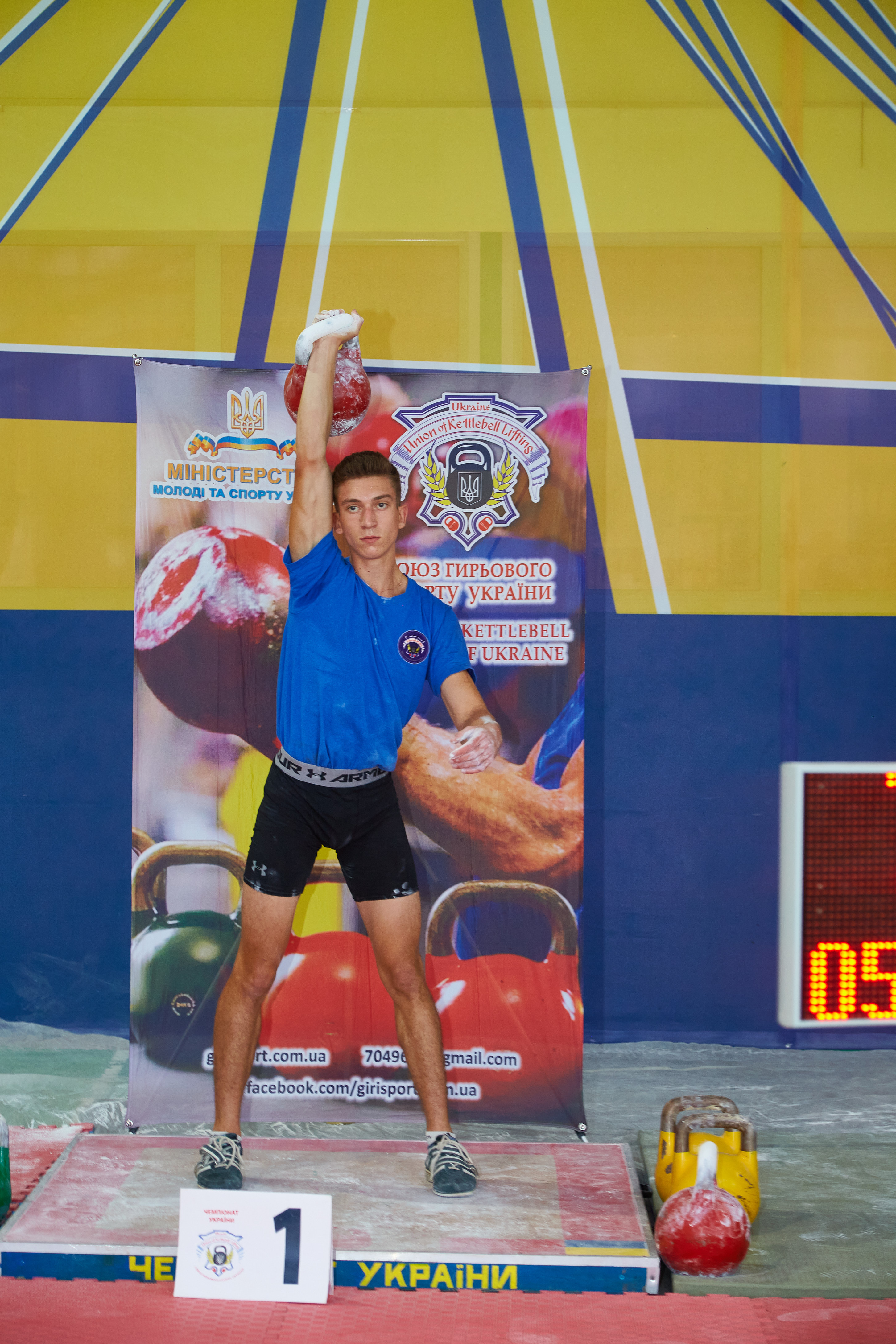
Виконання вправи Ривок, вага гирі 32 кг. Чемпіонат України з гирьового спорту 07.09.2021
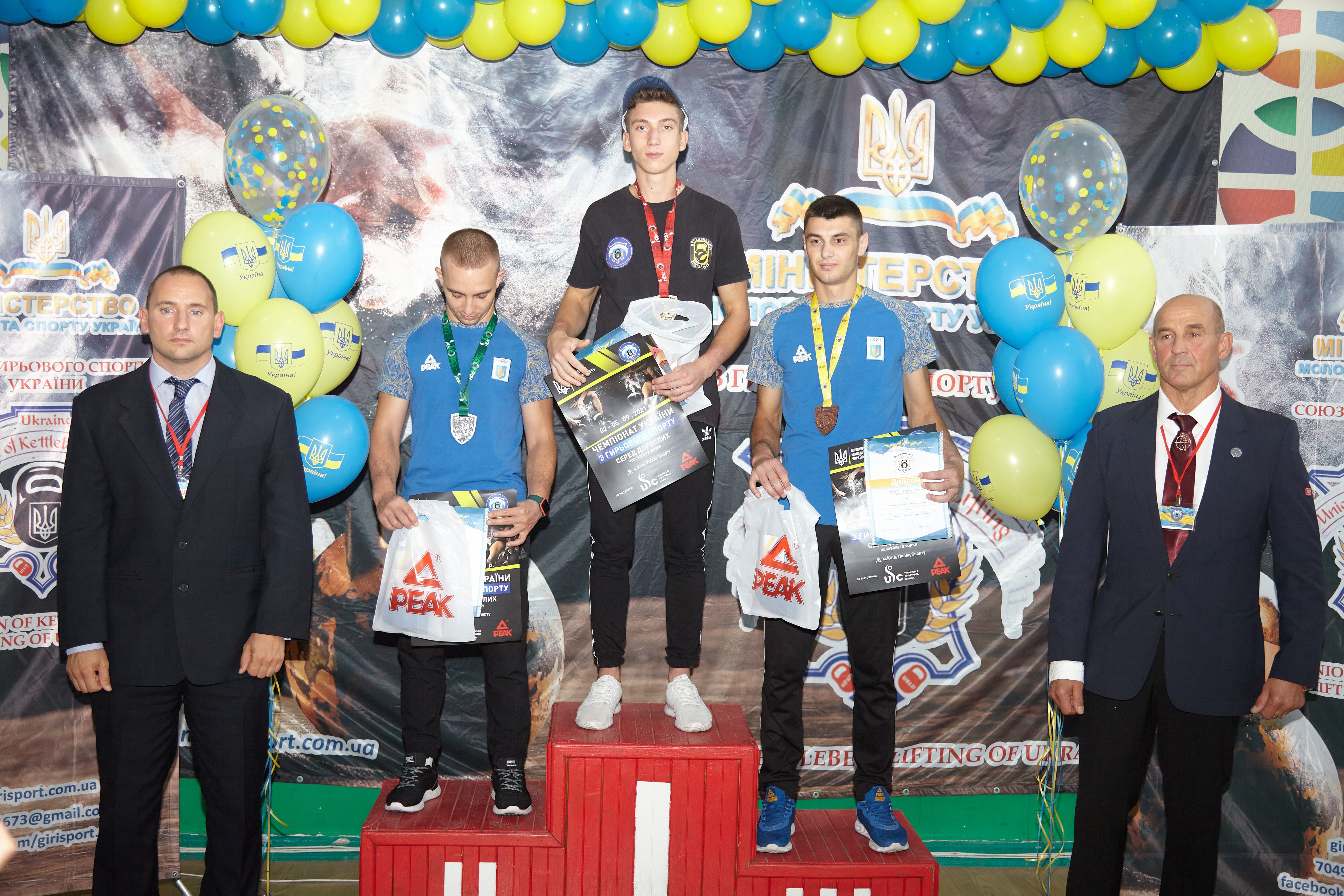
Чемпіонат України 02 - 05.09.2021